# Pugh
Pugh可以指：

## 普格
- 薩克利·列維·普格
- 埃文·普格
- 提姆·普格（英语：Tim Pugh）

## 佩治
- 戴利爾·柏德烈·佩治
- 丹尼·佩治
- 德瑞克·薩爾曼·佩治（英语：Derek S. Pugh）
- 占士·愛德華·佩治（英语：James E. Pugh）
- 佐治·艾利斯·佩治（英语：George E. Pugh）
- 占士·羅倫士·佩治（英语：James L. Pugh）
- 傑思羅·佩治（英语：Jethro Pugh）
- 占·佩治（英语：Jim Pugh）
- 強納森·佩治（英语：Jonathan Pugh）
- 肯·佩治（英语：Ken Pugh）

## 其他
- 科倫絲·佩芝
- 約翰·皮尤
- 麥斯·佩尤
- 加勒斯·普